# Table Mountain (berg i Irland)
Table Mountain är ett berg i republiken Irland.   Det ligger i grevskapet Wicklow och provinsen Leinster, i den östra delen av landet. Toppen på Table Mountain är 701 meter över havet. Table Mountain ingår i Wicklowbergen och ligger på gränsen till en nationalpark.
Terrängen runt Table Mountain är huvudsakligen kuperad. Den högsta punkten i närheten är 757 meter över havet, 1,1 km sydost om Table Mountain.  Trakten runt Table Mountain består i huvudsak av gräsmarker och några skogar.